# Ivanka Ferjančič
Ivanka Ferjančič (ur. 21 grudnia 1850, zm. 21 maja 1879) – słoweńska koronczarka, założycielka szkoły koronek w Idriji. Nauczycielka i kierowniczka tej szkoły.

## Życiorys
Rodzice Ivanki Jožef i Jeri Ferjančič mieli pięcioro dzieci. Ivanka ukończyła z wyróżnieniem szkołę ludową w Idriji i jako zdolna koronczarka została przez władze wysłana do prywatnej szkoły koronkarskiej w Południowym Tyrolu. Po powrocie do Idriji projektowała wspólnie z siostrą Antoniną i bratem Jožefem nowe wzory, co przyczyniło się do rozwoju koronkarstwa w tym regionie. Gdy w 1876 roku założono Szkołę koronkarską w Idrija Ivanka została pierwszą nauczycielką koronek, a także członkiem rady szkolnej, która kierowała szkołą. Po trzech latach funkcjonowania szkoły Ivanka zmarła. W 2000 roku ukazała się książka autorstwa Tanji Mlakar i Barbary Režun Prva čipkarska šola in njena učiteljica Ivanka Ferjančič. 

## Konkurs
Podczas odbywającego się corocznie Festiwalu koronki w Idriji jest organizowany konkurs koronek imienia Ivanki Ferjančič (klekljanja za priznanje Ivanke Ferjančič). W trzecim dniu konkursu dorośli wykonują jeden z zaproponowanych wzorów z wykorzystaniem tradycyjnych motywów. Na wykonanie mają 60 minut, a kryteria oceniania są bardzo rozbudowane. 